# ザ・ブラックアウト (U2の曲)
「ザ・ブラックアウト」（The Blackout）は、U2が2017年に発表した『ソングス・オブ・エクスペリエンス』に収録されている曲で、シングルリリースされた。

## 概要
瀕死のロックと民主主義をテーマにした曲。2017年8月31日にFacebookで公開された。また11月24日レコード・ストア・デーにジャック・ホワイトのThird Man Recordsというレーベルから、シングル・レコードがリリースされた。B面に収録されたのは同曲の「Jacknife Lee Mix」である。

## PV
- 監督：リッチー・スマイス
- ロケ地：WesterUnie（アムステルダム）
- 撮影日：2017年7月28日
- リリース日：2017年8月30日

## リミックス
- Jacknife Lee Mix (2017)